# آغ‌سقل
آخچقل یا آغسقال، روستایی از توابع بخش صومای برادوست در شهرستان ارومیه استان آذربایجان غربی در ایران است.
مردم این روستای اکثراً از اعضای طایفه بوتان/ بوتی هستند.
دارای آبشار زیبایی به نام آغ سقل بوده که در دو کیلومتری و در ضلع غربی روستا قرار دارد.
در این روستا باغ گیلاس و گردو فراوان است و شغل مردمان آن کشاورزی است.

## جمعیت
این روستا در دهستان صومای جنوبی قرار داشته و بر اساس سرشماری سال ۱۳۸۵ جمعیت آن ۶۷۹ نفر (۱۰۴ خانوار)
بوده است.